# 쓰루기다케산
쓰루기다케산(일본어: 剱岳) 또는 간단히 쓰루기산은 일본 히다산맥(북알프스) 북부의 다테야마산 연봉에 위치한 해발 2,999m의 산이다. 도야마현의 가미이치정과 다테야마정을 가로지르고 있으며, 주부 산악국립공원 내에 위치해 있고, 그 산악 지역은 특별 보호 구역으로 지정되어 있다. 일본백명산 및 신일본백명산으로 선정되어 있다. 다테야마산, 가시마야리가타케산, 가라마츠다케산과 함께 일본에서 드물게 빙하가 현존하는 산 중 하나이다.

## 지명 유래 및 표기
「剱」라는 명칭이 처음 문헌에 등장한 것은 1585년(덴쇼 13년), 도요토미 히데요시가 긴키 지역의 사찰과 다이묘에게 보낸 서한으로 여겨지며, 그 안에는 “선봉이 동쪽으로 다테야마 쓰루기의 산기슭까지 모두 방화하게 하라……”라고 기록되어 있다. 예전에는 剱岳(劒嶽) 외에도 劔ヶ嶽, 劔峰, 劔山 등의 명칭도 사용되었다.
또한, 「剱」 자에는 다양한 이체자가 존재하며, 「剱」이나 상용 한자체인 「剣」 외에도 劍, 劒, 劔, 釼 등 10가지 이상의 다른 표기가 있었다. 기존의 표기는 「劒嶽」로 알려져 있으나, 1913년 육지측량부에서 발행한 지형도에서는 「劔」이라는 글자가 사용되었고, 국토지리원의 지형도에서는 몇 차례의 변경을 거쳐 2003년까지 「剱」의 편과 「劒」의 방을 조합한 글자체가 채택되었다.
가미이치정은 1989년에 「剱岳」라는 표기로 통일하기로 결정했으나, 그 후에도 국토지리원이나 언론 기관, 마을 내의 출판물에서도 표기가 통일되지 않았다. 2003년, 가미이치정은 다시 「剱岳」로 통일할 것을 요청했고, 다테야마정의 동의를 얻은 후 2004년에 발행된 지형도부터 「剱岳」로 표기가 변경되었다. 일반적으로는 상용 한자표의 글자를 사용해 「剣岳」로 표기되는 경우가 많지만, 현재 올바른 표기는 「剱岳」이다.

## 신앙
쓰루기다케는 예로부터 다테야마슈겐이라 불리는 산악신앙의 대상이었으며, 오야마 신사의 제신 중 한 기둥인 아메노타지카라오(타치오텐진쓰루기다케신・혼지 후도묘오)의 신체로서 신앙을 모아왔다. 한편, 다테야마 신앙에서는 "바늘산 지옥"으로 여겨져, 다테야마 연봉의 다른 봉우리에서 참배하는 산으로 간주되었으며, 등산은 허용되지 않았다.
『일본백명산』의 저자인 후카다 큐야는 『만엽집』에 나오는 "다테야마"에 대해, 이것은 현재의 다테야마가 아니라 아마도 지금의 쓰루기다케일 것이라는 자신의 견해를 펼쳤다.

## 역사
구카이(홍법대사)가 짚신 천 켤레(혹은 삼천 켤레 또는 육천 켤레)를 신어도 정상에 오르지 못했다”라는 전설이 있다. 근대 등산의 역사는 짧지만, 오래전부터 이 산 자체가 ‘부동명왕(不動明王)’으로 숭배되었으며, 신앙의 대상으로 수행자들이 오르곤 했다. 명확한 기록으로 남아 있는 최초의 등정은, 육군 참모본부 육지측량부의 측량관 시바자키 요시타로가 이끄는 측량대에 의한 것이다.
1907년(메이지 40년) 7월 13일, 측량대의 측량부 이쿠타 노부 등이 나가지로 설계 루트를 통해 본봉(주봉)에 등정하는 데 성공했다. 1907년 7월 28일에는 시바자키 일행이 등정했다. 이 등정 날짜는 오랫동안 불명확했으나, 2007년(헤이세이 19년)에 ‘사등참표고정수부(四等覘標高程手簿)’가 발견되면서 시바자키의 등정 날짜가 밝혀졌다. 이때의 안내인은 현지에 거주하던 우지 나가지로였다. 그러나 우지는 신앙상의 이유로 정상에는 오르지 않았다는 설이 유력하다. 이에 대해서는 어떠한 문서 기록도 없으며, 닛타 지로가 ‘쓰루기다케 점의 기록(劒岳 点の記)’을 집필할 때의 자료 등에 전해진 기록이 있을 뿐이다.
시바자키 측량대 이전에도 몇 가지 등산 기록이나 전설, 구전이 존재했다.. 이쿠타 일행이 최초로 정상에 올랐을 때, 녹슨 철검과 동제 삿갓머리가 발견되었다. 당시 감정에서는 이 유물이 나라 시대 후반에서 헤이안 시대 초기에 걸쳐 등정했던 수행자의 것으로 여겨졌다. 산 정상 부근의 암벽에는 오래된 모닥불 흔적도 있었다고 한다. 이들 유물은 다테야마 수행의 귀중한 증거로서 시바자키가 보관하고 있었으나, 1959년에 삿갓머리가 중요문화재로 지정되었다. 시바자키 사후, 유족에 의해 기증되어 다테야마정 아시쿠라지의 다테야마 박물관에 전시되어 있다.
시바자키 일행은 등정의 어려움으로 인해 무거운 삼각점 표석이나 특히 부피가 큰 망루를 세우기 위한 통나무를 운반할 수 없었고, 산 정상에는 섰으나 삼등 삼각점을 설치하는 것은 단념하고, 정상에는 표석이 없는 사등 삼각점을 놓았다. 또한 삼각점의 설치 장소를 기재하는 ‘점의 기록(点の記)’ 작성은 삼등 이상이라는 규정이 있어, 쓰루기다케의 점의 기록은 작성되지 않았다.